# Tolv i topp
Tolv i topp är ett coveralbum från 1997 av det svenska dansbandet Lotta Engbergs, mestadels bestående av tolkningar av hitlåtar/schlagers från 1960- och 70-talen. Albumet kom till efter att Lotta Engberg 1996 var programledare för TV-programmet "Fem i topp" i TV4, och sjöng melodierna. Albumet släpptes i dansbandet Lotta Engbergs namn. Albumet placerade sig som högst på 23:e plats på den svenska albumlistan.

## Låtlista
| Nr  | Titel                                                                           | Låtskrivare                                              | Längd |
| --- | ------------------------------------------------------------------------------- | -------------------------------------------------------- | ----- |
| 1.  | "Leva livet (It's My Party)"                                                    | Herbert Wiener, John Gluck, Wally Gold, Stikkan Anderson | ?     |
| 2.  | "Lyckliga gatan (Il ragazzo della via Gluck)"                                   | Adriano Celentano, Mariano Detto, Britt Lindeborg        | ?     |
| 3.  | "Sånt är livet (You Can Have Her)"                                              | Bill Cook, Stig Rossner                                  | ?     |
| 4.  | "Fernando"                                                                      | Benny Andersson, Stikkan Anderson, Björn Ulvaeus         | ?     |
| 5.  | "Vilken härlig dag (La Felicidad)" duett Lotta Engberg-Sten Nilsson             | Palito Ortega, Per-Anders Boquist                        | ?     |
| 6.  | "Sången han sjöng var min egen (Killing Me Softly with His Song)"               | Charles Fox, Bo Rehnberg                                 | ?     |
| 7.  | "Gammaldags musik (Good Old Fashioned Music)"                                   | Gary Sulsh, Stewart Leathwood, Bruno Glenmark            | ?     |
| 8.  | "När du tar mig i din famn"                                                     | Agnetha Fältskog, Ingela "Pling" Forsman                 | ?     |
| 9.  | "Jag önskar att det alltid vore sommar (It Might as Well Rain Until September)" | Gerry Goffin, Carole King, Bengt Palmers, Bodil Olsson   | ?     |
| 10  | "En sång en gång för länge sen (Green Green Grass of Home)"                     | Curly Putman, Stikkan Anderson                           | ?     |
| 11. | "Det finns ingenting att hämta (Blame it on the Bossa Nova)"                    | Barry Mann, Cynthia Weil, Stikkan Anderson               | ?     |
| 12. | "Där björkarna susa"                                                            | Oskar Merikanto, Viktor Sund                             | ?     |

### Listplaceringar
| Lista (1997) | Topplacering |
| ------------ | ------------ |
| Sverige      | 23           |